# Herodiano
Herodiano (em grego clássico: Ἡρωδιανός; romaniz.: Hērodianós; em latim: Herodianvs; ca. 178 — 252), foi um funcionário público Império Romano de posição menor, que escreveu uma História Romana em oito livros que cobre o período de 180 a 238. Injuriado durante décadas, modernamente foi objeto de uma revalorização, considerando-o fidedigno e galgando-o até a categoria de Dião Cássio. Originário talvez da Bitínia ou de Pérgamo, parece que viveu durante um considerável período em Roma e que ocupou algum cargo dentro da burocracia imperial. Diversas teorias sugerem que escreveu a sua história por volta do final do reinado de Filipe, o Árabe, perto da sua morte. 

## Vida de Herodiano
Sobre a vida de Herodiano dispõe-se de pouca informação, sendo ele próprio que a fornece na sua História com dados escassos e imprecisos. Esta História abrange um período de 58 anos (da morte de Marco Aurélio até a entronização de Gordiano III) e refere fatos que, quer presenciou o historiador, quer participou diretamente neles, segundo ele próprio conta. Assim, se aceitar o seu testemunho, pode-se afirmar que Herodiano esteve inter vivos entre 180-238. Dada esta afirmação, muitos investigadores acreditam que o seu nascimento teve de ocorrer  por volta de 170, o que se sustenta no fato de Herodiano ter tido pelo menos dez anos para lembrar nitidamente os acontecimentos de 180. Contudo, esta teoria foi abandonada atualmente por alguns partidários de não exagerar as palavras do historiador, que afirma que foi consciente de todo o que conta, fundamentando-se num claro argumento: é sabido que Herodiano se encontrava em Roma durante os jogos que organizou o imperador Cômodo, e defende-se que se assistiu a estes jogos já devia vestir a toga viril, pois do contrário não poderia tê-los presenciado. Se isto fosse correto, significaria que em 192 Herodiano teria pelo menos 14 anos, com o que o seu nascimento não seria muito anterior a 178.
No relativo à posição que ocupava Herodiano na sociedade, também existem diversas hipóteses, embora a mais estendida seja que fosse um escravo ou liberto imperial. Novamente, todos os argumentos baseiam-se nos dados que ele próprio inclui na sua obra.
"Eu escrevi uma história sobre os fatos posteriores à morte de Marco que vi e escutei durante toda a minha vida. E em alguns deles participei diretamente nos meus postos de serviço imperial e público."— HERODIANO, História do Império Romano após Marco Aurélio, I.2.5.

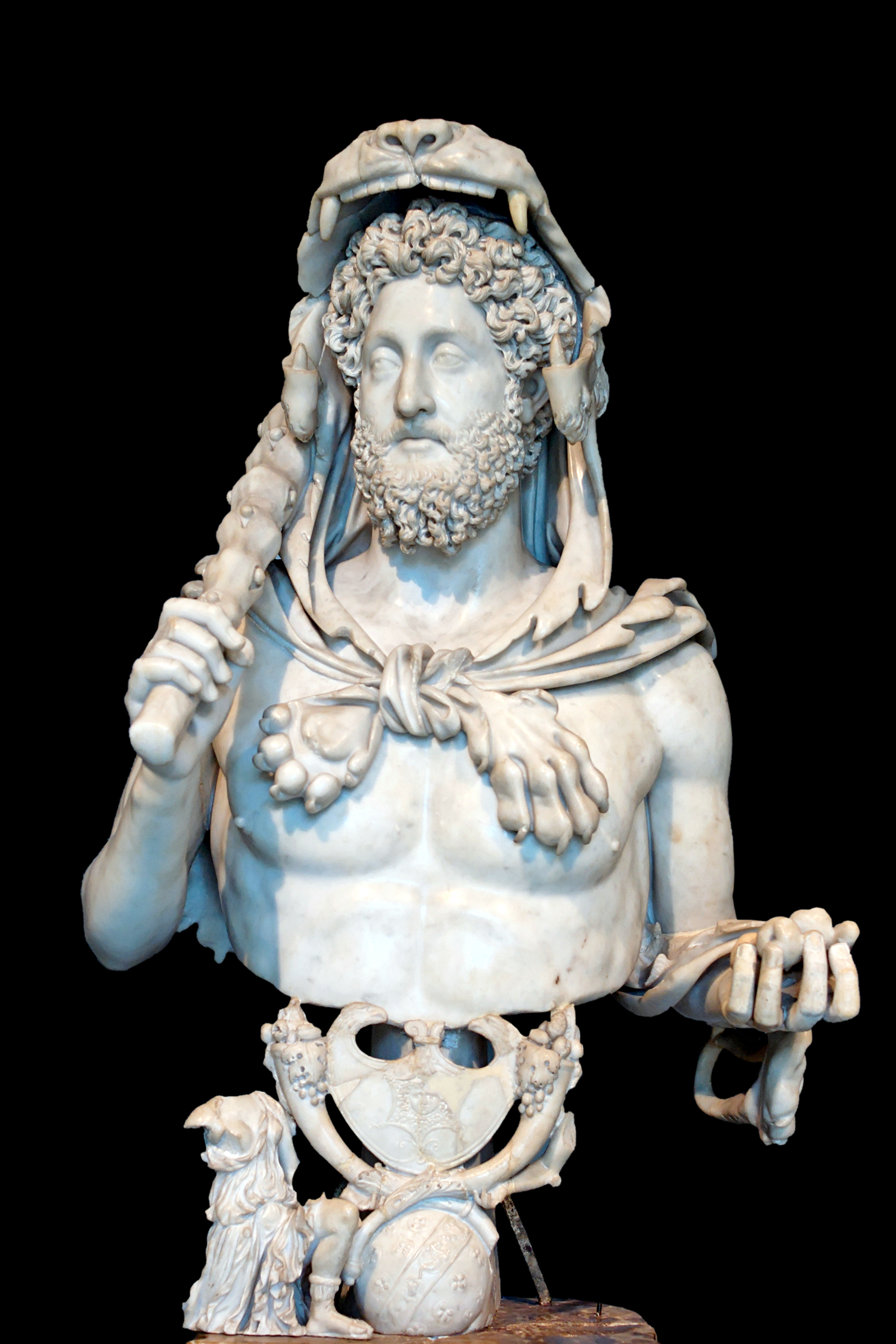
O imperador Cômodo, do qual se acredita que Herodiano podia ser um liberto.
Museus Capitolinos, Roma.

A partir desta declaração formularam-se numerosas teorias sobre a carreira de Herodiano, desde que pôde ser um procurador equestre ou um senador, até um escravo ou liberto imperial. Os autores que acreditam que pertenceria à classe senatorial baseiam-se em que Herodiano conhecia o senatus consultum tacitum pelo qual o senado nomeou imperadores a Pupieno e Balbino, e, ao ser este tipo de resoluções segreda, o historiador tinha de ser  senador para conhecê-la. Contudo, há quem demonstrou a inconsistência desta hipótese, pois, além de haver filtrações deliberadas das reuniões do senado, é improvável que o segredo se mantivesse durante muito tempo. Adicionalmente, se comparar os escritos de Dião Cássio com os de Herodiano, observa-se que Dião tem muita mais experiência em assuntos senatoriais, pois ele sim era senador. Atualmente poucos apoiam esta teoria.
Por outro lado, era muito comum que os escritores, ainda não sendo senadores, contaram com o patronato de alguma família senatorial. É possível que Herodiano fosse um procurador equestre. Assim, o termo "público" da sua cita referir-se-ia ao serviço como magistrado municipal numa carreira que o promoveria aos postos de administração imperiais.
A última das hipóteses propostas, e a mais aceite atualmente, é que Herodiano teria desfrutado de uma posição social humilde, pois nos seus escritos não deixa registro algum de possuir experiência senatorial, jurídica ou militar. Afirma-se que pôde ter sido um liberto que decidiu tornar-se historiador, como Crisero, liberto de Marco Aurélio que escreveu uma história que terminava precisamente em 180. Argumentou-se que a origem servil do historiador pode ser deduzida da sua própria obra:
- Herodiano não tem uma visão política ampla e fixa a sua atenção nas intrigas de palácio, típico dos historiadores libertos. Igualmente, o conhecimento detalhado dessas intrigas sugere que era um liberto ao serviço do palácio imperial.[13]

- Cassola advertiu uma "mentalidade fiscal" própria de libertos em alguns passagens da História (I.14.2-3; VII.3.4-5; VII.12.6), pois estes eram os encarregados das finanças e dos negócios em Roma.[14]

No entanto, dos dados existentes, é difícil chegar a conclusões mais precisas sobre a vida e posição social de Herodiano.

## Nacionalidade

Mapa do Império Romano em 117. À direita destaca-se a província da Bitínia e Ponto, província romana que mais probabilidade têm de ser a pátria de Herodiano

A respeito da sua nacionalidade, se tem de partir do único dado seguro que se conhece: a sua origem grega ou oriental. A esta conclusão chega-se pela circunstância de a sua obra estar escrita em grego e de Herodiano ser um derivado dum nome grego: Herodes. Precisamente, neste nome centraram-se muitos investigadores: enquanto Ἡρῴδῆς (Hērōdēs) é muito comum em todas as regiões de língua grega, Ἡρωδιανός (Hērodianós) era menos frequente. Ao longo da História, entre os que se chamam Herodiano encontramos certos personagens aos quais se pretendeu uma relação com o historiador:
- Herodiano de Alexandria, gramático do século II, que viajou para Roma e pôs-se ao serviço de Marco Aurélio. Pretendeu-se ver nele o pai do historiador;[15]
- Um tal Aurélio Herodiano Ptolomeu é também originário do Egito, foi guarda pretoriano e faleceu em Roma (CIL VI 13126).
- Tibério Claudio Herodiano, senador e governador da Sicília pela mesma época em que viveu o historiador. Atualmente foi descartada a hipótese de que fosse parente ou até o mesmo historiador, dado que este possuía um conhecimento limitado da Sicília e é pouco provável que fosse senador;[16]

- Em Colos, Ásia Menor, foi descoberta uma inscrição (IGRR IV 1613) que em 256 gravou Aurélio Herodiano no túmulo da sua família. Devia ser de idade avançada, pois tinha filhos e netos. Possivelmente tivesse a mesma que o historiador, segundo afirmam os especialistas.[17] Isto dou pé a uma hipótese que afirma que este Aurélio Herodiano poderia ter sido o historiador se era um liberto de Marco Aurélio ou de Cômodo, como sugerem algumas teorias sobre a sua vida. A zona onde apareceu igualmente coincide com a hipótese mais verossímil sobre a pátria de Herodiano, a qual afirma que o historiador poderia ser originário da Bitínia e Ponto ou da província da Ásia. Herodiano, quando fala dos povos orientais de além do Tauro (sírios, judeus, etc.), não parece ser considerado parte deles,[18] e é inegável o interesse que mostra pela Ásia Menor. O seu conhecimento daquela região é evidente nas descrições detalhadas que sobre ela faz,[19] citando, além disso, as suas cidades com maior frequência na sua História que as cidades de outras regiões.[20]

Embora a teoria que afirma que Herodiano era originário da Ásia Menor seja a mais verossímil, outras relacionam-no com outras regiões, assim como sucede com o seu nome:
- O historiador seria do Egito, concretamente de Alexandria.[21] Contudo, o único argumento com o que contam os defensores desta hipótese é a descrição da matança de alexandrinos ordenada por Caracala, vindo-se embaixo quando os detratores da teoria observam certas imprecisões do historiador na descrição da cidade;[22]
- Herodiano seria sírio.[23] Os seus defensores argumentam que Herodiano estava mais bem informado sobre a província romana da Síria que sobre qualquer outro lugar, e que Antioquia (à qual considera a segunda cidade do império) foi o palco de muitos acontecimentos da História. Contudo, pode-se argumentar que o interesse do historiador pela Síria é devido unicamente ao importantíssimo papel que teve nessa época. Adicionalmente, observou-se que não é verdade que Herodiano conhecesse tudo sobre a região,[24] pois há erros na cronologia e na geografia da campanha de Sétimo Severo contra os partos (anos 197-198) e confunde regiões e reis limítrofes, coisa difícil em alguém oriundo dessa província.

Como sucede com a sua vida, a nacionalidade de Herodiano fica igualmente sujeita a discussões e hipóteses aproximadamente aceites.

## AHistóriade Herodiano
A História do Império Romano após Marco Aurélio de Herodiano é uma coleção de oito livros que cobre o período desde a morte de Marco Aurélio em 180 até o começo do reinado de Gordiano III em 238. Proporciona o relato de um dos momentos politicamente mais conflituosos do Império Romano. O primeiro livro descreve o reinado de Cômodo (anos 180-192), o segundo analisa o ano dos cinco imperadores (193), o terceiro abrange o reinado de Septímio Severo (194-211), o quarto analisa o reinado de Geta e Caracala (211-217), o quinto versa sobre o reinado de Heliogábalo (218-222), o sexto trata do reinado de Alexandre Severo (222-235), o sétimo narra o reinado de Maximino Trácio 235-238, e no oitavo e último descreve o ano dos seis imperadores (238) e a ascensão de Gordiano III. 
A data de composição da obra foi amplamente debatida, mas atualmente prevalece a teoria de que Herodiano a escreveu no final do reinado de Filipe, o Árabe ou a princípios do de Décio (por volta de 250). Há, além disso, uma série de circunstâncias que apoiam esta ideia: 
- Existem paralelos na História com a vida de Filipe que se tratam favoravelmente, com a intenção, seguramente, de bajular ao imperador (por exemplo, e ao contrário de Dião Cássio, trata favoravelmente a Macrino, quem ascendeu ao poder de uma forma similar a como o fez Filipe);[26]
- Durante o reinado de Filipe houve igualmente uma ocasião muito oportuna para que os escritores contassem com o apoio imperial na publicação das suas obras: os Jogos Seculares de 248, nos quais se celebrava o milenário da fundação de Roma. O anúncio dos jogos em 247, quando Filipe voltou da campanha do Danúbio, deveu ser a causa pela qual Herodiano terminou precipitadamente a sua obra, segundo se vislumbra no estilo apressado dos últimos livros frente à elegância retórica dos primeiros;[27]
- Além disso, frente à teoria de que Herodiano compôs a História durante o reinado de Gordiano III (totalmente recusada hoje) argumentou-se que devido às críticas do historiador, a publicação da obra nesse período se tornasse perigosa para ele.[28]

O mais provável é que escrevesse para um público oriental, pois frequentemente explica os diferentes costumes e crenças romanas, alheias aos orientais.

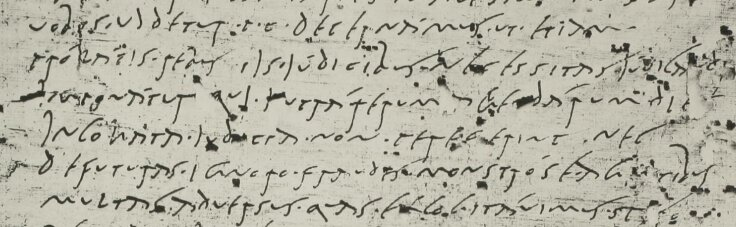
Pedaço de papiro escrito em Escritura cursiva romana com extratos de discursos pronunciados no senado

Herodiano foi elogiado e criticado em partes iguais. A primeira pessoa que se conhece que fez uma crítica da História de Herodiano foi o patriarca de Constantinopla, Fócio, no século IX. De Herodiano escreveu "que não exagera com a hipérbole nem omite nada essencial. Em definitiva, em todas as virtudes da historiografia há poucos homens que são os seus superiores". Zósimo usou-o como fonte, assim como João de Antioquia, quando escreveu a sua Crônica. Séculos mais tarde, Altheim elogiou a visão ampla da sua época que teve Herodiano, e F. A. Wolf aclamou por não se deixar levar pelos prejuízos nem pela superstição. Contudo, nem todos os julgamentos sobre Herodiano são positivos: por exemplo, Wolf também disse que Herodiano tinha uma deficiência na capacidade crítica, e embora os autores da História Augusta se servissem de Herodiano como fonte, também o censuraram pela sua parcialidade. Adicionalmente, está constatado que Herodiano não foi a principal fonte de Zósimo. Do mesmo jeito, parece que Zonaras apenas usou Herodiano onde a história de Dião Cássio era pouco válida. 
Herodiano foi criticado pela falta de precisão histórica, ainda que estudos recentes tendessem a valorizá-lo novamente, a legitimar os seus comentários históricos e a pôr a sua História, até mesmo, ao mesmo nível que a de Dião apesar dos erros que apresenta: no livro segundo, o historiador afirma que a sua intenção era apresentar "uma narração por ordem cronológica das ações mais sobressalentes conseguidas" (II.15.7). Devido a isto, às vezes contam-se um grande número de eventos numa sozinha referência ou duas. Por exemplo, todos os fatos da campanha de Caracala ao norte durante  213 e 214 condensam-se em duas curtas alusões. Do mesmo jeito, numa referência soma ao Inverno em Sirmio todas as batalhas de Maximino Trácio no Rio Reno e o Danúbio de 236 a 238. Por vezes, Herodiano também fica curto nas suas descrições geográficas: confunde Arábia Escenita com Arábia Feliz (III.9.3-9) e afirma que em Isso foi travada a batalha final entre Alexandre, o Grande e Dario III. Em que pese a estes erros e omissões, é reconhecido como um historiador com um notável esforço por ser objetivo e por oferecer uma visão ordenada e clara dos fatos que considera decisivos. Fatos, por outro lado, dos quais foi testemunha e dos quais não ficariam apenas testemunhos de não ser pela sua História. 
A respeito de Dião Cássio, tanto ele como Herodiano apresentam muitos erros nas suas histórias. Dião é reconhecido como o experto que se trata do senado. Porém, Herodiano avantaja a Dião na sua descrição da reação das pessoas ante os acontecimentos que sucediam naquela época. O trabalho de Dião não é sempre o mais exato dos dois (apresentando uma leve tendência a elogiar Septímio Severo) e pensa-se que não deve ser tratado como um texto de maior categoria que o de Herodiano.